# Batalha de Monte Santiago
Batalha de Monte Santiago foi uma batalha naval da Guerra da Cisplatina, ocorreu entre 7 e 8 de abril de 1827. A divisão brasileira, comandada por James Norton, surpreendeu uma esquadrilha argentina e a perseguiu, perdendo os inimigos os seus dois melhores navios. O almirante Brown, que comandava os argentinos, ficou ferido. Como consequência dessa batalha, o Império do Brasil obteve supremacia naval, o que foi decisivo no curso dos acontecimentos: o bloqueio econômico imposto pela marinha de guerra do Brasil causava prejuízos econômicos significativos a Buenos Aires. A luta em alto mar, pelo lado republicano, restaria reduzida, em grande parte, a esforços de corsários.
Na batalha morreu o comandante Rafael de Carvalho, comandava o brigue 29 de Agosto. E, também, o comandante Francis Drummond, do lado republicano.

## Antecedentes
Em 1825, uma revolta ocorreu na província da Cisplatina quando os Trinta e Três Orientais desembarcaram na Banda Oriental, apoiados pela Argentina, iniciando a Guerra da Cisplatina, o Império do Brasil havia acabado de selar as pazes com Portugal acabando com as lutas, mas agora teria que novamente combater os rebeldes separatistas, o Exército Brasileiro era formado em sua maioria por voluntários diferente do Exército Argentino que era mais experiente, entretanto a Marinha do Brasil era o trunfo que seria usado para paralisar os argentinos e uruguaios. Logo inicia um bloqueio no porto de Buenos Aires, naquela época a Argentina tinha apenas o porto de Buenos Aires para escoar sua produção, com o bloqueio, os argentinos não poderiam vender seus produtos nem comprar armas do exterior, a Marinha Argentina era formada por alguns navios leves, o governo argentino não via interesse em ter uma poderosa armada devido aos altos custos na manutenção dos navios, o Almirante William Brown era o comandante da frota argentina, um irlandês com grande experiência em combates navais. Em 1827, os argentinos conseguiram duas vitórias sobre o Brasil, a primeira foi a derrota de uma esquadra brasileira na Batalha de Juncal e a segunda foi uma vitória sobre o exército brasileiro liderado pelo Marquês de Barbacena na Batalha de Passo do Rosário. Os comandantes da Marinha ficaram furiosos ao saberem da derrota em Juncal e decidiram acabar de uma vez por todas com a Marinha Argentina; o Almirante James Norton recebeu a missão de se aproximar de Buenos Aires e destruir qualquer navio que tentasse furar o bloqueio.

## A batalha
A Marinha do Brasil possuía embarcações em alto mar, com maior poder de fogo, porém menor velocidade; a Marinha argentina contava com navios de manobra rápida. Alguns comandantes argentinos acreditavam que a falta de manobra das embarcações imperiais em águas rasas (característica da bacia do Rio da Prata) e a velocidade de seus próprios navios poderiam decidir alguns confrontos a seu favor.
O comandante argentino estava confiante de que, ao usar o elemento surpresa, seus navios mais manobráveis poderiam causar danos e que ele poderia escapar antes que a força brasileira pudesse contra-atacar. No entanto, ele não sabia da vantagem inicial de três para um do inimigo em termos de navios no primeiro dia de batalha (que se transformou em uma vantagem de quatro para um no segundo dia). Brown também subestimou a capacidade da frota brasileira de interromper qualquer rota de fuga a tempo. Como resultado, a batalha foi um bombardeio de dois dias sobre seus homens.
À noite Brown deixou o fundeadouro com o Republica, o Independencia, o Congreso e a Sarandi. A corveta-vigia brasileira, Maceió, alertou a esquadra usando canhão e sinais luminosos. Prontamente moveram-se a liberal e os brigues da segunda divisão, fundeados a oito milhas do canal exterior do porto. Os argentinos largaram todas as velas buscando o oceano. Às duas da madrugada os imperiais abriram fogo, esforçando-se por meter os perseguidos entre a fila de brigues e a costa. A Maceió ocupou-se com o Congreso, que deixou a linha dos seus metendo-se entre os bancos e procurando refúgio na Ensenada. O Independencia e o Republica, infletindo pelo mesmo rumo, encalharam entre as pontas de Palo Blanco e Confisco. A Sarandi postou-se ao lado daqueles, para juntas seus fogos à defesa. O duelo de artilharia e as manobras de salvamento e destruição duraram horas. Pela tarde do dia 7, surgiu a esquadra do almirante Rodrigo Pinto Guedes, mas de todos os seus barcos somente o Pirajá, de João das Botas, e o Independência ou Morte, por serem de menor calado, puderam aproximar-se do inimigo. Durante a noite o vento mudou, empurrando da Colônia do Sacramento seis pequenas escunas capazes de navegar sobre os bancos, não encalhando nas águas rasas. Com o chefe James Norton a bordo de uma delas, foi preparado o ataque final aos republicanos, encalhados, enquanto os navios de alto bordo fechavam a rota de fuga. As escunas voltearam os argentinos, batendo-os com artilharia até às 14h, quando passaram à abordagem. O Independencia arriou a bandeira, o Republica defendeu-se bem mais foi dominado. O almirante Brown, com ferimento em uma coxa, passou-se para a Sarandi e regressou a Buenos Aires.

## Consequências
A perda republicana dos seus melhores navios nessa batalha (além da perda do "25 de Mayo" na batalha de Lara-Quilmes) assegurou o controle da marinha brasileira sobre a bacia do Rio da Prata.  
A vitória brasileira acabou com as esperanças argentinas de furar o bloqueio, assim como reverteu as derrotas em Juncal e Passo do Rosário, a economia argentina entrou em colapso, os preços dos alimentos dispararam, a frota argentina foi reduzida a algumas escunas usadas apenas para defenderem o porto ou para práticas de corso.
Em 1828, Brasil e Argentina assinam a paz, o Brasil concordou em libertar o Uruguai como um estado-tampão em troca a Argentina garantiria livre navegação aos brasileiros ao Rio da Prata.
A supremacia naval foi determinante, pois sem controlar o naval as Províncias Unidas não tinham meios para ganhar o conflito.
"O exército está completamente desprovido de meios para sitiar a Montevidéu de maneira mais eficaz que pelo bloqueio terrestre, método que a experiência tem demonstrado ser infrutífero, enquanto existir o predomínio dos brasileiros no mar.
(...) Esta guerra é, em sua essência, uma guerra naval e o domínio da Banda Oriental e de Montevidéu ainda assim não significariam nenhuma vantagem para Buenos Aires, enquanto o bloqueio naval puder ser mantido pelo inimigo". Ponsonby a Canning.
O historiador militar britânico Brian Vale assim resumiu a questão:
"[...]a batalha do Juncal fez pouco para empurrar o Império na direção da paz. Agora em Monte Santiago, os dois preciosos brigs de guerra da Argentina foram destruídos e o creme da sua marinha absolutamente derrotados. A superioridade da marinha brasileira foi agora reafirmada de uma maneira que nem a audácia de Brown nem as fragatas adquiridas por Ramsay poderiam seriamente desafiar"".
À época, o embaixador britânico Sir Robert Gordon colocou a situação nos seguintes termos para Lord Ponsonby:
"Os recursos desse Império parecem ser imensos e eu, acreditando que Brown - grande como ele é - não pode com seus schooners aniquilar a Marinha do Brasil, você somente verá o bloqueio aumentado com vigor. Com os mesmos navios e meios que o Imperador tem agora à sua disposição... está dentro do seu poder afundar Brown e sua pequena frota e explodir a cidade de Buenos Aires na água. É possível acreditar que o governo de Buenos Aires tenha o poder para levantar o bloqueio? A mera continuação do bloqueio significará a completa ruína deles.""